# Cephalotaxus lanceolata
Cephalotaxus lanceolata là một loài thực vật hạt trần trong họ Taxaceae. Loài này được K.M.Feng ex C.Y.Cheng W.C.Cheng & L.K.Fu mô tả khoa học đầu tiên năm 1975.